# Adi ibn Zayd
Adī bin Zayd (en árabe: عدي بن زيد; AFI: [ʕadiː bɪn zajd]; ?-600 d. C.) fue un poeta árabe preislámico.

## Biografía
Su nombre completo, tal y como lo registra Louis Cheikhô era: ‘Adī bin Zayd bin Ḥammād bin Zayd bin Ayyūb bin Mağrūf bin ‘Āmir bin ‘Aṣiyya bin ’Imr’i l-Qays bin Zayd Munāt bin Tamīm bin Ādd bin Ṭāniğah bin al-Yās bin Muḍar bin Turār. Se trataba, según registran fuentes como el Kitāb al-Aghānī y la historia de Ṭabarī, de un poeta cristiano del reino de al-Ḥīra que dominaba tanto el idioma árabe como el persa. Es el representante más importante de la poesía árabe preislámica producida por los cristianos de al-Ḥīra, región al norte de la Península árabe donde se habían extendido sectas nestorianas del cristianismo, razón por la cual a los poetas de esta zona se les suele denominar 'ibād, es decir, siervos de Cristo.
Era descendiente de una familia cercana a los reyes de al-Ḥīra; asimismo, como su nombre lo sugiere, las fuentes lo hacen descendiente de algunas tribus como Tamīm y Taghlīb. Su abuelo era Ḥammād bin Zayd, escribano del rey Nu'mān el grande. 'Adī bin Zayd recibió una educación persa y trabajó como escriba en las cuestiones árabes de la administración (dīwān) del rey Cosroes II en Ctesifonte (en árabe: al-Madā'in). Viajó a Constantinopla, habiendo sido enviado por Cosroes al emperador bizantino con un regalo de su parte. Luego, el rey lajmí Nu‘mān lo hizo ir de al-Madā’in a al-Hīra proponiéndole un puesto semejante al que tenía con Cosroes. Allá viajó ‘Adī donde residió toda su vida hasta que el mismo Nu‘mān lo mandó ejecutar por causa de una serie de acusaciones lanzadas por envidiosos. Su venganza fue el origen de la batalla de Du-Qar, recordada entre los días y hazañas de los árabes (ayyām al-'arab).

## Obra poética
A grandes rasgos, su poesía, que tiene elementos cristianos, es sui generis en el ámbito de la producción literaria de la Ğāhiliyya. En primer lugar, el estado en el que se ha conservado su obra, como ocurre con toda la poesía de este periodo, es sumamente defectuoso, habiéndose producido, entre los críticos modernos (por ejemplo Ṭaha Ḥusseyn), encarnizados debates sobre su autenticidad. Sus poemas suelen clasificarse en tres géneros: el báquico (ḫamriyya), los elogios (madḥ) a reyes y la poesía ascética-sapiencial. Su poesía, principalmente la ascética y la de elogio, se caracterizan por una reflexión sobre el carácter efímero de la existencia humana y su fragilidad. Se trata, pues, de una poesía cuya visión de la existencia es, esencialmente, pesimista.